# Pseudoscabiosa
Pseudoscabiosa Devesa, 1984 è un genere di piante della famiglia delle Caprifoliaceae.

## Distribuzione e habitat
Il genere è diffuso nella parte occidentale del bacino del Mediterraneo (Marocco, Spagna e Sicilia)

## Tassonomia
Il genere comprende le seguenti specie:
- Pseudoscabiosa grosii (Font Quer) Devesa
- Pseudoscabiosa limonifolia (Vahl) Devesa
- Pseudoscabiosa saxatilis (Cav.) Devesa